# Gina G
Gina G (Brisbane (Queensland), 3 augustus 1970) is een Australische zangeres, haar echte naam is Gina Mary Gardiner.

## Carrière
Gina G werd bekend toen ze de Great British Song Contest won met het lied Ooh aah... Just a little bit, deze winst leverde haar een ticket op voor het Eurovisiesongfestival 1996 in Oslo. Ze verscheen als een van de favorieten aan de start, maar eindigde op de 8ste plaats. Dat jaar was er een Europese voorselectie om de landen aan te duiden; 29 landen streden om 22 tickets. Daar werd Gina 3de. Dit werd na het songfestival pas bekendgemaakt om de stemming niet te beïnvloeden. Na de achtste plaats had ze een nummer één hit in het Verenigd Koninkrijk en scoorde ze zelfs een wereldhit. Ook de opvolger I belong to you was een succes.
Ze stortte in op een vlucht naar Glasgow en er deden geruchten de ronde dat ze drugsverslaafd was. Ze verdween enkele jaren uit de schijnwerpers en spande een rechtszaak aan tegen haar voormalige manager. Ze bleef muziek opnemen maar bracht niets uit.
In 2000 bracht ze een cover uit van These boots are made for walking van Nancy Sinatra, maar de single kreeg niet veel media-aandacht.
In 2003 stond ze weer in de schijnwerpers in de reality show Reborn in the USA, samen met 8 andere voormalige sterren die niet bekend waren in Amerika. Elke week viel er iemand af en het Amerikaanse publiek stemde massaal voor Gina G in de eerste aflevering, die ze ook won. In de 2de aflevering moest ze echter genoegen nemen met de laatste plaats en kon ze haar koffers pakken.
Op 7 december 2003 trouwde Gina met Charlie Watson.
In 2005 was ze een van de kandidaten van Making Your Mind Up, en deed ze een nieuwe gooi naar het songfestival. Ze werd echter laatste.

## Discografie

### Singles
- 1992  "Love The Life"
- 1996  "Ooh Aah... Just A Little Bit"
- 1996  "I Belong To You"
- 1997  "Fresh!"
- 1997  "Ti Amo"
- 1997  "Gimme Some Love"
- 1998  "Everytime I Fall"
- 2004  "Ooh Aah... Just A Little Bit" (2004 Remix)

### Albums
- 1997  Fresh!
- 1998  Gina G Remix Album
- 2003  Reborn In The USA
- 2005  Get Up & Dance

1957: Patricia Bredin · 
1959: Pearl Carr & Teddy Johnson · 
1960: Bryan Johnson · 
1961: The Allisons · 
1962: Ronnie Carroll · 
1963: Ronnie Carroll · 
1964: Matt Monro · 
1965: Kathy Kirby · 
1966: Kenneth McKellar · 
1967: Sandie Shaw · 
1968: Cliff Richard · 
1969: Lulu · 
1970: Mary Hopkin · 
1971: Clodagh Rodgers · 
1972: The New Seekers · 
1973: Cliff Richard · 
1974: Olivia Newton-John · 
1975: The Shadows · 
1976: Brotherhood of Man · 
1977: Lynsey de Paul & Mike Moran · 
1978: Co-Co · 
1979: Black Lace · 
1980: Prima Donna · 
1981: Bucks Fizz · 
1982: Bardo · 
1983: Sweet Dreams · 
1984: Belle & The Devotions · 
1985: Vikki Watson · 
1986: Ryder · 
1987: Rikki · 
1988: Scott Fitzgerald · 
1989: Live Report · 
1990: Emma · 
1991: Samantha Janus · 
1992: Michael Ball · 
1993: Sonia · 
1994: Frances Ruffelle · 
1995: Love City Groove · 
1996: Gina G · 
1997: Katrina & the Waves · 
1998: Imaani · 
1999: Precious · 
2000: Nicki French · 
2001: Lindsay Dracass · 
2002: Jessica Garlick · 
2003: Jemini · 
2004: James Fox · 
2005: Javine Hylton · 
2006: Daz Sampson · 
2007: Scooch · 
2008: Andy Abraham · 
2009: Jade Ewen · 
2010: Josh Dubovie · 
2011: Blue · 
2012: Engelbert Humperdinck · 
2013: Bonnie Tyler · 
2014: Molly · 
2015: Electro Velvet · 
2016: Joe & Jake · 
2017: Lucie Jones · 
2018: SuRie · 
2019: Michael Rice · 
2021: James Newman ·
2022: Sam Ryder ·
2023: Mae Muller ·
2024: Olly Alexander ·
2025: Remember Monday
- Bibsys: 3108439
- Bibliothèque nationale de France: cb14002954m (data)
- Gemeinsame Normdatei: 135011876
- International Standard Name Identifier: 0000 0000 5518 7029
- Library of Congress Control Number: no2007097735
- MusicBrainz: 03424c93-e5f9-438a-ab9f-2e71440e2b26
- Nationale Bibliotheek van Tsjechië: ola2009507814
- Virtual International Authority File: 59280551